# Kabhre (Dang Deokhuri)
Kabhre (nep. काभ्रे) – gaun wikas samiti w zachodniej części Nepalu w strefie Rapti w dystrykcie Dang Deokhuri. Według nepalskiego spisu powszechnego z 2001 roku liczył on 1282 gospodarstw domowych i 6778 mieszkańców (3601 kobiet i 3177 mężczyzn).